# Marynarka Wojenna Albanii
Marynarka Wojenna Albanii (alb. Forcat Detare Shqiptare) – część sił zbrojnych Albanii, służąca do działań na morzu.  

## Historia

### Początki – do II wojny światowej
Marynarka wojenna Albanii została utworzona dopiero w połowie lat 20. XX wieku, po objęciu rządów przez prezydenta (następnie króla) Ahmeda Zogu. W 1925 roku nabyto w Niemczech pierwsze okręty bojowe – trałowce typu FM z demobilu wojennego, nazwane „Shqipnia” i „Skanderbeg”, używane jako kanonierki. Wycofano je ze służby w latach 1935-1937. W 1926 roku zakupiono we Włoszech cztery nowo zbudowane patrolowce typu Tirana, uzbrojone w działa 76 mm. Oprócz tego, pod koniec lat 20. zakupiono dawną francuską kanonierkę „Gardon” z 1917 roku, przekształconą w jacht królewski „Ilirja”. W 1939 roku marynarka albańska liczyła 141 osób, jej pięć okrętów bazowało w Durrës. W kwietniu 1939 roku jednostki marynarki albańskiej zostały przejęte przez Włochów, którzy zajęli Albanię. W 1943 roku terytorium Albanii zajęli Niemcy, którzy opuścili je do listopada 1944 roku.

### Po II wojnie światowej

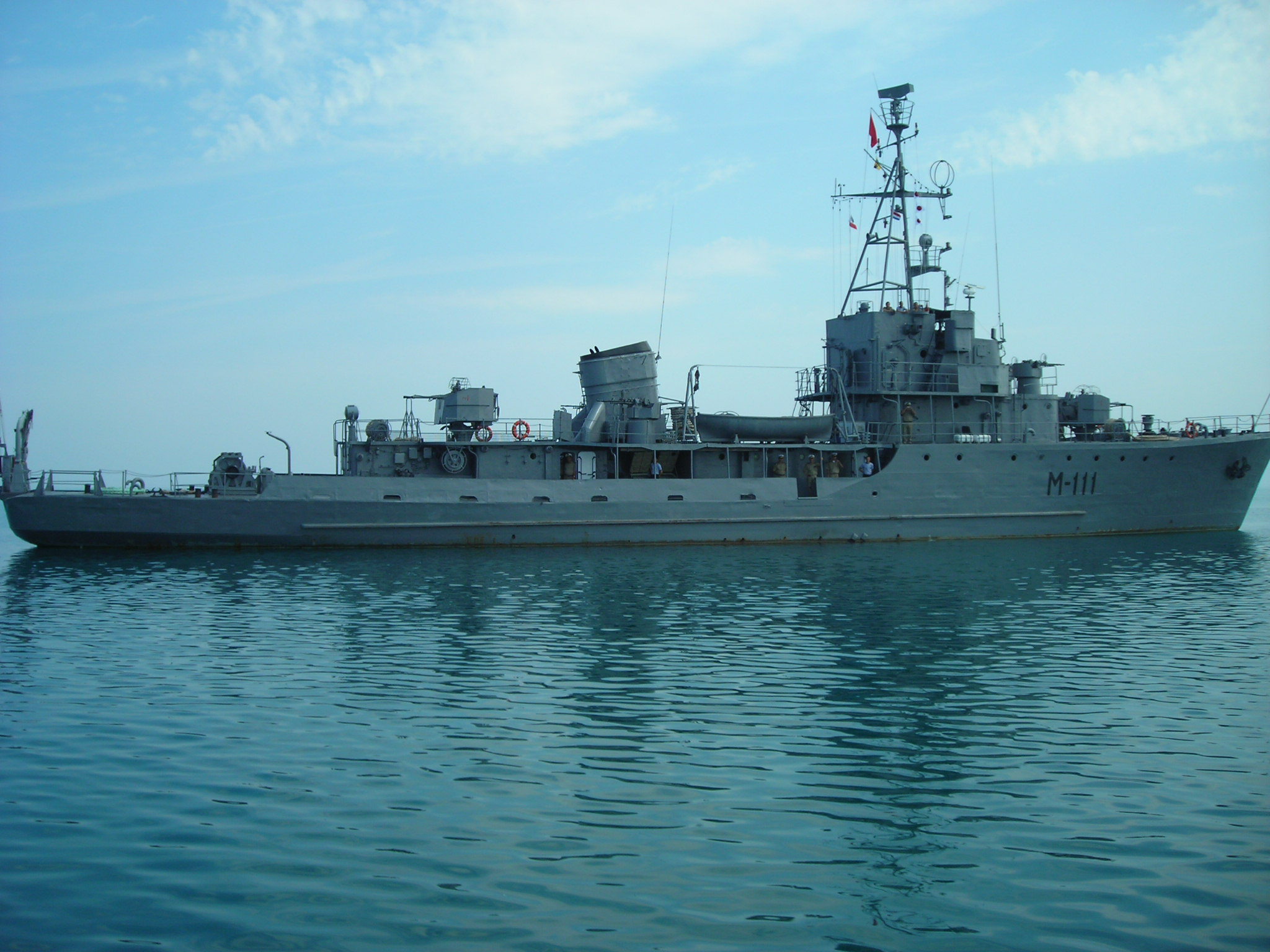
Albański trałowiec „Mujo Ulqinaku”

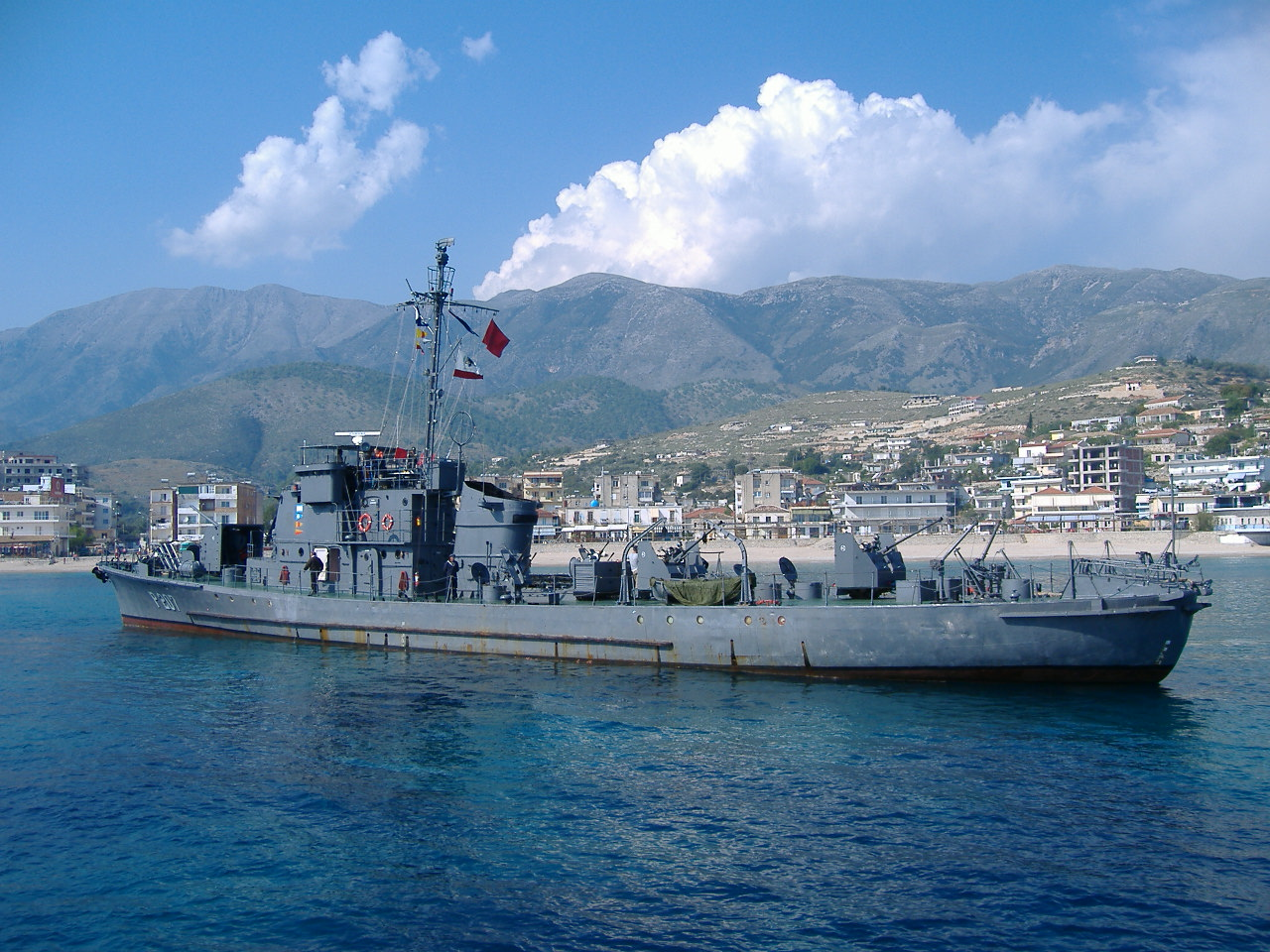
Patrolowiec BO-450

Po II wojnie światowej władzę w kraju objęła Komunistyczna Partia Albanii pod wodzą Envera Hodży. Marynarka wojenna była rozwijana początkowo w niewielkim stopniu, z pomocą ZSRR i Jugosławii. Powróciły w jej skład wszystkie pięć przedwojennych okrętów. 
Dopiero pod koniec lat 50. XX wieku nastąpił znaczący rozwój marynarki albańskiej, po przystąpieniu kraju do nowo powstałego Układu Warszawskiego. W 1956 roku Albania nabyła w ZSRR 6 kutrów torpedowych projektu 123K (numery 221 do 226). Następnie, w latach 1957-1960 nabyto w ZSRR 6 dużych ścigaczy okrętów podwodnych proj. 122bis (Kronstadt) (BO-345, BO-346, BO-388, BO-389, BO-394, BO-450), 6 trałowców redowych proj. 253Ł i 2 trałowce bazowe proj. 254K (T-484, T-495). Najbardziej wartościowymi jednostkami uderzeniowymi stały się 4 okręty podwodne projektu 613 (ozn. NATO: Whiskey), przejęte w 1960 roku. W grudniu 1961 roku Albania na skutek rozbieżności w doktrynie politycznej zerwała stosunki dyplomatyczne z ZSRR i w kolejnym roku zaprzestała prac w składzie Układu Warszawskiego, co pociągnęło za sobą koniec dostaw okrętów z ZSRR (nie doszło m.in. do planowanego przekazania dalszych 8 okrętów podwodnych tego typu). Według źródeł zachodnich, jedynie 3 okręty podwodne uzyskały status operacyjny.
W roli dostawcy okrętów ZSRR został zastąpiony przez Chiny, poczynając od dostarczenia w 1965 roku dalszych 6 kutrów torpedowych projektu 123K chińskiej budowy (numery 316 do 321). W latach 1968–1974 Chiny dostarczyły Albanii 32 wodoloty – kutry torpedowe typu Huchuan, będące następnie trzonem sił uderzeniowych marynarki albańskiej, a w latach 1976-77 dostarczyły pierwsze (i jedyne) okręty rakietowe – 4 kutry typu Hoku. Dostarczono także 6 patrolowców typu Shanghai II. W związku z pogorszeniem się relacji z Chinami pod koniec lat 70. i pogarszającą się kondycją gospodarki komunistycznej Albanii, w dalszych latach nie kupowano już nowych okrętów, a stan istniejących i stopień ich sprawności się pogarszały.
W 1993 roku stan liczebny marynarki wynosił 3300 personelu.
W 1998 roku w składzie marynarki wykazywano okręty bojowe (nie wszystkie sprawne): 12 wodolotów torpedowych typu Huchuan, 1 ścigacz okrętów podwodnych typu Kronstadt (proj. 122bis), 2 patrolowce typu Shanghai II, 4 patrolowce typu PO 2, 3 patrolowce typu PB Mk III (otrzymane z USA w 1976 roku), 3 trałowce typu T-43 (proj. 254K), 3 trałowce typu T-301 (proj. 253Ł).

### W XXI wieku
W 2022 roku Marynarka Wojenna Albanii posiadała 5 okrętów patrolowych typu Archangel, 4 łodzie patrolowe i 13 motorówek inspekcyjnych. W 2022 roku w Marynarce Albanii służyło 650 oficerów i marynarzy, oraz miała ona bazy w Durres i Vlorë. Oprócz tego w strukturach MW Albanii w 2022 roku znajdowały się: centrum nurków bojowych, szkolnictwo i centrum dozoru wód terytorialnych.